# サポートリボン
サポートリボンとは、朝鮮学校の児童・生徒に対する連帯を表したアウェアネス・リボンの一種で、子どもの人権・埼玉ネットが始めた社会運動である。

## 概要
2002年9月17日の日朝首脳会談で、金正日は日本人拉致事件を自国の国家犯罪と認め、正式に謝罪した。これにより、日本国民の北朝鮮に対する感情が悪化し、朝鮮学校の児童・生徒に対する視線も厳しくなった。この動きに反発して起こした運動である。
サポートリボンは、赤と青の二色で構成されている。これは北朝鮮の国旗の色に由来している。
拉致事件に関連するリボン運動といえば、一般的にブルーリボン運動 (北朝鮮拉致問題)が想起されるため、サポートリボンはブルーリボン運動に対抗した二番煎じの運動という見解もあるが、双方とも社会に呼びかけたのは2002年9月20日の同日であるため、それは正しくない。
もっとも、普及率はブルーリボン運動の方が圧倒的に高く、サポートリボンが劣勢に立たされているのが現状である。